# Biemna philippensis
Biemna philippensis är en svampdjursart som beskrevs av Arthur Dendy 1896. Biemna philippensis ingår i släktet Biemna och familjen Desmacellidae. Inga underarter finns listade i Catalogue of Life.